# Morival
Morival est un hameau de Belgique situé en Région wallonne dans la province de Luxembourg.
Il fait partie de l'ancienne commune de Longlier, qui est aujourd'hui une section de la Ville de Neufchâteau.

## Historique
Le hameau figure sur la Carte d'Arenberg de la Prévôté de Neufchâteau en 1609.
Ce n'est qu'un hameau de deux bâtiments, deux fermes, sous lesquels on peut lire l'inscription : « Morivalle censes des Siegneur (sic) » .
Non loin des fermes, sont reproduits trois viviers.
Ils apparaissent encore de nos jours sur les photographies aériennes. En 1659, ces viviers ne produisaient déjà plus rien.
L'une des censes appartenait aux ducs d'Arenberg, l'autre aux comtes de Rochefort (co-seigneurs, à l'époque, de la Terre de Neufchâteau). Cet état de fait date de 1541, cette année étant celle du partage effectif des biens issus de la succession de Jacques de la Marck et d'Arenberg mort en 1444.
Arsène Geubel et Louis Gourdet signalent que les bâtiments de Morival manquèrent souvent d'entretien.
Le feu les détruisit le 9 décembre 1713. En 1759, ils n'étaient toujours pas reconstruits. Cette négligence s'explique par le peu d'intérêt « économique » de ces biens.
Selon l'abbé L.Hector ( Longlier et son Prieuré, Extrait des Annales de l'Institut Archéologique du Luxembourg - Tome LXXIII - Année 1942 - Arlon. ), l'origine de Morival pourrait remonter à l'époque romaine. La voie romaine Longlier - Chevigny passait probablement par là. De plus on rapporte que des tombes romaines auraient été découvertes au lieu-dit Fèchereuil.
Un acte de 1376 nous apprend que la plus récente des deux censes aurait été construite par les Seigneurs de Neufchâteau peu avant cette date, mais que l'autre, portant le nom d'« ancienne cense », remonterait encore plus loin dans le passé.
Le 16 brumaire de l'An VII (7 novembre 1799), un certain Ruton de Morival s'illustra dans l'attaque d'une escouade de gendarmes de la République (un gendarme fut tué).